# Chidori (Naruto)
El Chidori (千鳥?  Millar de pájaros) es una técnica ninja del manga y anime Naruto.

## Descripción
Este es un Jutsu creado por Kakashi, aunque él lo llama Raikiri después de cortar un rayo con él. Él lo creó en sus primeros años de Jounin, y luego se lo enseñó a Sasuke. Este Jutsu consiste en juntar una gran cantidad de chakra en la mano del usuario. La cantidad de chakra es tan grande que se hace visible a simple vista. La técnica realmente consiste en alterar la naturaleza del chakra del usuario, de manera efectiva su conversión en electricidad. Como un efecto secundario del proceso de conversión, la gran cantidad de chakra, y la velocidad a la que el usuario se mueve, esta técnica hace un ruido fuerte similar a muchas aves trinando, de ahí el nombre. Si el usuario no está en movimiento, se limita a un sonido eléctrico. Una vez que la técnica se ha completado, el usuario tiene que moverse a gran velocidad para darle un golpe al enemigo. La cantidad de empuje combinado con la gran concentración de chakra permite al usuario apuñalar a través de casi cualquier cosa, imbuyendo al objetivo de chakra eléctrico que causa gravísimos daños internos si impacta de lleno, resultando, casi con seguridad, letal. Esta técnica está clasificado como perfecta para asesinato.
Este Jutsu tiene un gran inconveniente. La velocidad a la que el ataque debe hacerse, junto con el hecho de que el usuario debe ejecutar en una línea recta, causa «visión de túnel» que deja al usuario muy vulnerable al ataque al no ver con claridad. Esto permite a su enemigo fácilmente contrarrestar el ataque, por lo que es una técnica potencialmente letal para el usuario. A pesar de esto, Sasuke y Kakashi son capaces de evitar el inconveniente gracias a sus ojos Sharingan, que permiten ver independientemente de la rapidez con que el usuario se esté moviendo. Como inconveniente adicional, la gran cantidad de chakra necesaria limita su uso a unas pocas veces al día: dos para Sasuke, cuatro para Kakashi. Sasuke puede manejar una técnica más potente que la técnica normal con el uso de su sello maldito, dando resultado a un Chidori Negro.
En Shippuden, ambos personajes pueden realizarlo muchas más veces, especialmente Sasuke. En caso de que el usuario intente ir más allá de su límite, todo su chakra será drenado y agotará su propia vida, causando la muerte del usuario, o en el caso de Sasuke, la liberación de la fuerza maligna que yació en su interior hasta el combate contra su hermano. Un problema adicional, aunque no necesariamente el debilitamiento de uno, es el hecho de que la gran cantidad de chakra también puede lesionar la mano del usuario en caso de que poner demasiada fuerza en el ataque. Sasuke sufre esto tras la batalla con su hermano, Itachi, resultando en heridas por quemadura en la piel de su mano.
Naruto también intento aprenderlo, pero como la naturaleza de su chakra no es rayo y carece del ojo Sharingan nunca lo pudo aprender. Jiraiya utilizó esto como pretexto para convencerlo de ir con él para encontrar a Tsunade, a cambio de una técnica similar a esta.
En la batalla contra Pain, Kakashi muestra una variante del chidori de media distancia que crea un perro hecho de electricidad que lanza contra el enemigo.
La técnica original es una variación lejana del Rasengan ya que Kakashi durante el Kakashi Gaiden menciona esta técnica la creó inspirándose al ver la técnica de Minato, el Rasengan, la diferencia radica en que se mantiene dentro del rango del elemento Rayo, ya que se asocia a este elemento, y al poderse recrear diversas formas dependiendo de los nuevos usos que le del usuario, tiende prácticamente a controlar un relámpago no sólo en sus manos, sino en todo su cuerpo para la defensa y cuando se encuentra en modo de ataque.

## Variantes

### Chidori Kouken
Rango: A. Tipo: Ofensivo; corto o medio alcance.
Usuario: Sasuke Uchiha.Chidori Kouken (espada del millar de aves). Una variación del Chidori creada por Sasuke. Consiste en canalizar un poderoso chidori a través del chokuto que corta todo a su paso. Tiene un mayor rango que el chidori nagashi por lo cual es más útil en batalla

### Chidori Eisō
Rango: A. Tipo: Ofensivo; corto o medio alcance.
Usuario: Sasuke Uchiha.
Chidori Eisō (千鳥鋭槍?  Lanza puntiaguda del millar de aves). Otra de las variaciones del Chidori que Sasuke realizó en sus dos años y medio de entrenamiento con Orochimaru. Con esta técnica Sasuke puede manipular su chakra para extenderlo en un radio de 5 metros como si fuese una lanza. Esta técnica es realizada por Sasuke cuando desea realizar ataques a distancia.

### Chidori Nagashi
Rango: A. Tipo: Ofensivo y defensivo, corto alcance.
Usuario: Sasuke Uchiha.
Chidori Nagashi (千鳥流し?  Corriente del millar de aves). Es una variación del Chidori inventado por Sasuke en los dos años y medio de entrenamiento con Orochimaru. Este Jutsu permite al usuario generar una carga eléctrica de chakra alrededor de su cuerpo, en lugar de sólo concentrarla en su mano. La electricidad se puede canalizar hacia cualquier lugar, lo que permite a Sasuke aumentar sus ataques o defenderse. Como técnica defensiva solo paraliza al adversario, sin llegar a matarlo por contacto porque la electricidad no se centra en un solo punto. También puede ser enviada a través del suelo para atacar el punto ciego del enemigo. Sasuke también puede canalizar la electricidad a través de su Kusanagi Chokuto para aumentar su fuerza y la energía de corte.

### Chidori Senbon
Rango: A. Tipo: Ofensivo; corto o medio alcance.
Usuario: Sasuke Uchiha.
Chidori Senbon (千鳥千本?  millar de agujas del millar de aves).
Es otra de las variaciones de chidori de Sasuke Uchiha en sus 2 años y medio entrenando con Orochimaru. Consiste en canalizar energía eléctrica en la mano para después lanzarla en forma de agujas. Fue usada en la pelea con Deidara.

### Chidori Okami
Rango: A. Tipo: Ofensivo; corto o medio alcance.
Usuario: Kakashi Hatake
Okami Raiton (电动野兽?  Bestia eléctrica). Variación del Chidori, es utilizando por Kakashi en su lucha contra Pain. Kakashi une su Chidori, transformándolo en un lobo rápido y directo que busca a su objetivo para paralizarlo y dañarlo gravemente.